# Eugene Sharrer
Eugene Charles Albert Sharrer est un sujet britannique par naturalisation, d'ascendance allemande, entrepreneur de premier plan dans ce qui est de nos jours le Malawi pendant quinze ans entre son arrivée en 1888 et son départ. Il met en place des opérations commerciales, notamment le commerce de gros et de détail, devient propriétaire d'immenses surfaces de terres, crée des plantations de coton et de café et exploite une flotte de bateaux à vapeur sur le Zambèze et la rivière Shire. Il est une figure importante du groupe de pression représentant les intérêts des planteurs européens auprès des autorités coloniales, il est à la base du développement du premier chemin de fer dans le protectorat britannique d'Afrique centrale dont la construction commence en 1903. En 1902, Eugene Sharrer rassemble tous ses intérêts commerciaux dans une entreprise, la British Central Africa Company (BCAC), dont il est le principal actionnaire. Peu de temps après, il quitte définitivement l'Afrique pour s'installer à Londres, mais ses principaux intérêts financiers restent dans le protectorat. On connait très peu de choses de lui avant son arrivée en Afrique, mais on sait qu'il meurt à Londres pendant la Première Guerre mondiale.

## Arrivée en Afrique
On sait très peu de choses concernant les débuts de l'existence d'Eugene Sharrer, pas même sa date de naissance. Un fonctionnaire colonial le décrit comme « juif d'apparence », sinon d'origine juive ; il est considéré comme un archétype de colon étranger, financièrement prospère mais détesté par les fonctionnaires britanniques en raison de ses origines « ethniques ». Il est consigné par Harry Johnston dans son ouvrage de 1897, qu'il est originaire d'Allemagne (Hambourg) et britannique par naturalisation. Il arrive dans ce qui deviendra le protectorat britannique d'Afrique centrale (le Malawi d'aujourd'hui) en 1888. Il s'associe d'abord avec John Buchanan, ancien vice-consul, qui pratique le négoce depuis 1881, mais il commence rapidement à commercer pour son propre compte. Eugene Sharrer pratique d'abord le commerce de l'ivoire, qui est, jusqu'en 1893 le principal produit d'exportation de la région ; de cette activité, naît la société Kubula Stores Ltd., entreprise de vente en gros et au détail. Lorsque le commerce d'ivoire décroît à cause du massacre des éléphants, il se diversifie, achetant de grandes quantités de terrain et créant une entreprise de transport et des exploitations agricoles prospères. Cependant, le réseau rural des Kubula Stores ne parvient pas à concurrencer la chaîne des magasins Mandala, créée par l'African Lakes Corporation, et les boutiques sont vendues à cette dernière en 1920.
Il y a dans la région un consul résident depuis 1883, mais, jusqu'en 1888, le Foreign Office n'accepte pas la responsabilité de protéger les petites implantations britanniques de l'endroit. Eugene Sharrer prétend avoir acquis 363 034 acres de terres avec les droits de propriété afférents auprès des dirigeants africains. Il est possible qu'il veuille obtenir une forme de reconnaissance en tant que compagnie à charte ou, comme le soupçonne Harry Johnston, le consul nommé en 1891, qu'il veuille faire reconnaître sa souveraineté sur les hauts plateaux de la Shire afin de la revendre aux Britanniques ou aux Allemands. Johnston refuse de reconnaître que les traités signés avant l'instauration du protectorat, en 1891, puissent transférer des droits de souveraineté, mais il accepte le fait qu'ils constituent, en revanche, des preuves d'achat de terrains,.

## Développement et consolidation

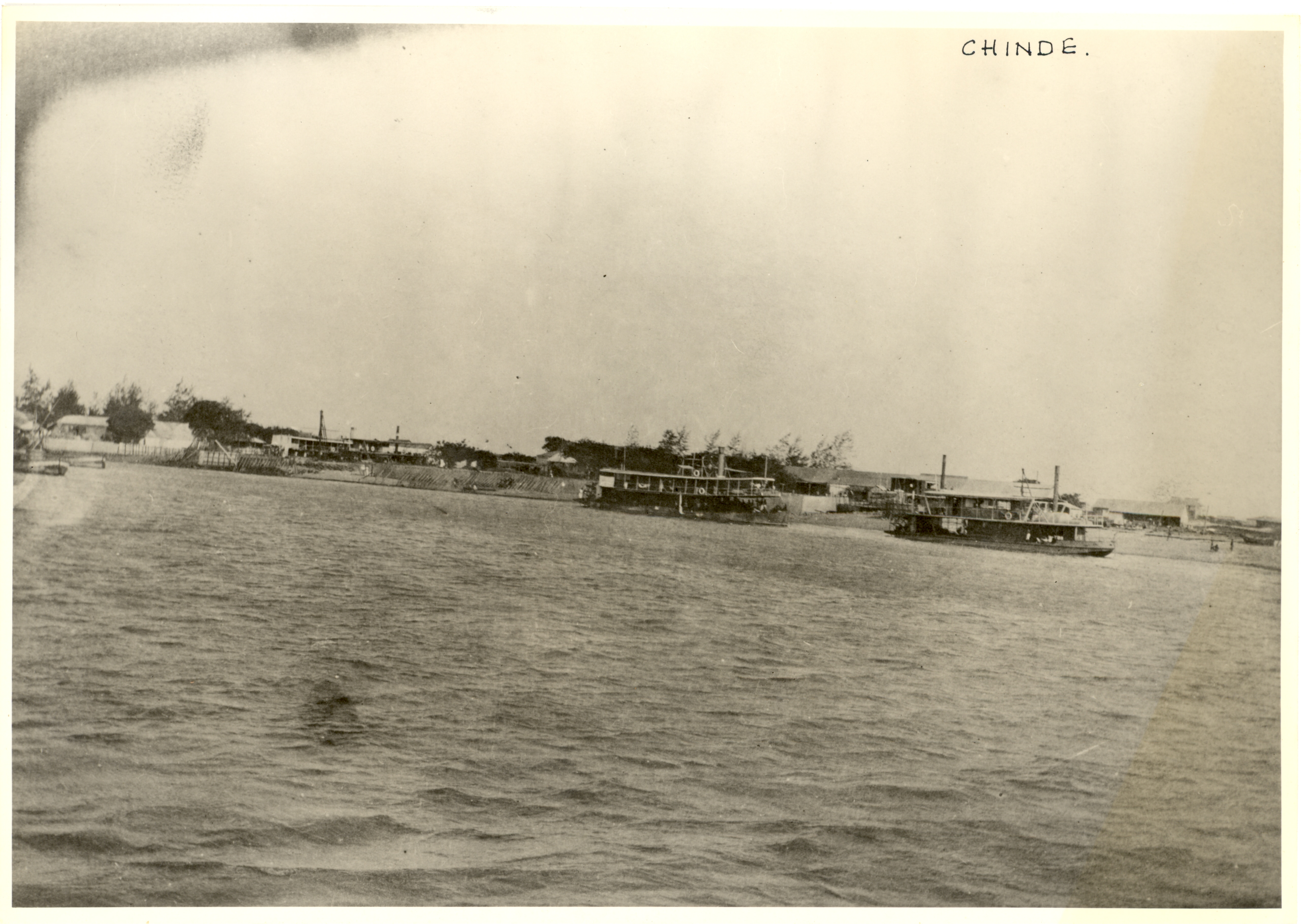
Bateaux sur le Zambèze (1908).

L'instauration du protectorat laisse Sharrer en possession de trois grands et deux petits domaines fonciers, à l'origine largement non-exploités. À la différences d'autres grands propriétaires, dont la plupart des possessions se situent sur les hauts plateaux de la Shire, à peu près la moitié de ses terres se trouvent dans la vallée de la Shire. Il vend quelques hectares de terrain près de Blantyre et s'essaie à plusieurs cultures ; il commence par le café et, en 1891, il possède la plus grande surface plantée en café du protectorat. Il poursuit avec du tabac et il est le premier colon à faire pousser du coton dans la moyenne vallée de la Shire, à partir de 1901. En 1902, lorsqu'il transfère la propriété de ses terres à la BCAC, seuls quelques milliers d'acres sont cultivées, bien qu'il a plus de terres en culture que tout autre propriétaire foncier européen. Eugene Sharrer est l'un des principaux propriétaires fonciers et il crée, en 1891, la Nyasaland Planters Association, embryon de la future « Chambre de commerce et d'agriculture de l'Afrique centrale britannique », un puissant groupe de pression constitué de planteurs européens. Sans doute grâce au fait que ses domaines se situent dans la vallée de la Shire, il met aussi sur pied, dans les années 1890, une flotte de bateaux à vapeur sur naviguent sur le Zambèze la Shire, exploitée via la Zambezi Traffic Company. En 1890, le gouvernement portugais accorde au gouvernement britannique une concession pour établir un port à Chinde, dans l'estuaire du Zambèze. À la fin du XIXe siècle, les navires de haute-mer déchargent leurs passagers et leurs cargaisons à Chinde, où ils sont transférés par de petits bateaux fluviaux via le Zambèze et la Shire jusqu'au protectorat, un trajet de sept jours. L'African Lakes Corporation fait fonctionner six navires à vapeur et la compagnie de Sharrer en fait fonctionner trois, de chacun vingt à trente tonnes de fret, sur ce trajet. Les activités de la Zambezi Traffic Company sont transférées à la BCAC en 1902 et la compagnie d'origine est liquidée en 1903.
Les transports entre les hauts plateaux de la Shire et les ports fluviaux se font par portage humain, ce qui est coûteux et inefficace ; par ailleurs, le niveau d'eau trop bas rend le transport fluvial difficile lui aussi. Eugene Sharrer prend donc l'initiative de proposer la construction d'une ligne de chemin de fer de Blantyre jusqu'au port de Chiromo, et il fait de la publicité pour sa nouvelle compagnie, la Shire Highlands Railway Company (SHRC), en décembre 1895. Il a déjà acquis la plupart des terrains situés sur le trajet prévu, mais il existe des désaccords sur l'itinéraire, notamment de la part de l'African Lakes Corporation. De ce fait et à cause des retards dans la mobilisation des fonds nécessaires, la construction ne commence qu'au début de l'année 1903. Eugene Sharrer est le directeur de la SHRC et il continue à tenir le poste après avoir quitté le protectorat ; il est aussi directeur de la Central Africa Railway Company Ltd, créée après son départ d'Afrique.

## Départ
En 1902, Sharrer crée la British Central Africa Company (BCAC) pour regrouper ses avoirs dans la Shire Highlands Railway Company Ltd, ceux de ses domaines agricoles et des Kubula Stores et les actifs de la Zambezi Traffic Company. Il devient directeur et principal actionnaire de la BCAC, et Harry Johnston devient l'un de ses directeurs. Peu de temps après, il quitte le protectorat pour Londres, tout en conservant ses intérêts financiers sur le territoire.  Eugene Sharrer meurt à Londres durant la Première Guerre mondiale alors qu'il est confiné, en tant qu'Allemand ou d'origine allemande, selon la loi anglaise sur les ressortissants des pays belligérants. Ses héritiers ne sont pas retrouvés.